# Visionaire
Visionaire是一家总部位于美國纽约市的公司，主营影片以及社交场合的策划，另外也发行一部同名出版物，该出版物将艺术、时尚、电影以及当代文化等主题交汇在一起。艺术家、设计师常与Visionaire合作。
Visionaire于1991年由塞西莉亚·迪恩（Cecilia Dean）、詹姆斯·卡里阿多斯（James Kaliardos）以及斯蒂芬·甘（Stephen Gan，生于马来西亚的华人）所创建。